# Asota transiens
Asota transiens là một loài bướm đêm trong họ Erebidae.